# Skoun
Skoun (o Skuon o anche Skon) è una piccola cittadina, capoluogo del distretto di Cheung Prey nella provincia di Kampong Cham, in Cambogia. Skoun si trova a circa 49 km  ad ovest di Kampong Cham e 75 km  a nord della capitale Phnom Penh.
La sua vocazione turistico-commerciale deriva dalla posizione, all'intersezione delle Strade Nazionali 6 e 7, e dalla "specialità gastronomica" per cui tra i turisti è nota come "Spiderville": i ragni fritti.
Si tratta di tarantole allevate in buchi nel terreno nei villaggi circostanti. Pare che tale abitudine alimentare sia sorta durante il regime dei Khmer Rossi, a causa della scarsità di cibo.